# Psiloptera attenuata
Psiloptera attenuata es una especie de escarabajo barrenador metálico del género Psiloptera, categorizada en la tribu Dicercini, de la subfamilia Chrysochroinae. Fue descrita científicamente por Johan Christian Fabricius en 1793.

## Descripción
Mide 37 milímetros de longitud.

## Distribución
Se distribuye por Brasil.